# Isthmophragmospora verruculosa
Isthmophragmospora verruculosa är en svampart som beskrevs av Kuthub. & Nawawi 1992. Isthmophragmospora verruculosa ingår i släktet Isthmophragmospora, divisionen sporsäcksvampar och riket svampar.   Inga underarter finns listade i Catalogue of Life.